# Nominalismo
Na metafísica, o nominalismo é a visão de que objetos universais e abstratos não existem de fato além de serem apenas nomes ou rótulos. Existem pelo menos duas versões principais de nominalismo. Uma versão nega a existência de universais – coisas que podem ser instanciadas ou exemplificadas por muitas coisas particulares (por exemplo, força, humanidade). A outra versão nega especificamente a existência de objetos abstratos – objetos que não existem no espaço e no tempo.
A maioria dos nominalistas sustentou que apenas os particulares físicos no espaço e no tempo são reais, e que os universais existem apenas post res, isto é, subsequentes a coisas particulares. No entanto, algumas versões do nominalismo sustentam que alguns particulares são entidades abstratas (por exemplo, números), enquanto outros são entidades concretas – entidades que existem no espaço e no tempo (por exemplo, pilares, cobras, bananas).
O nominalismo é principalmente uma posição sobre o problema dos universais, que remonta pelo menos a Platão e se opõe a filosofias realistas, como o realismo platônico, que afirmam que os universais existem além dos particulares e à teoria da substância hilomórfica de Aristóteles, que afirma que os universais são imanentemente reais dentro deles. No entanto, o nome "nominalismo" surgiu de debates na filosofia medieval com Roscellinus.
O termo "nominalismo" deriva do latim nomen, "nome". John Stuart Mill resumiu o nominalismo na expressão "não há nada geral, exceto nomes".
Na [[filosofia do direito], o nominalismo encontra sua aplicação no que se chama nominalismo constitucional.

## História (anti-realismo)
Na filosofia analítica, o anti-realismo é uma posição que abrange muitas variedades, como metafísica, matemática, [[semântica], científica, moral e epistêmica. O termo foi articulado pela primeira vez pelo filósofo britânico Michael Dummett em um argumento contra uma forma de realismo que Dummett via como "reducionismo incolor".
No anti-realismo, a verdade de uma afirmação repousa em sua demonstrabilidade por meio de mecanismos lógicos internos, como o princípio de contexto ou lógica intuicionista, em oposição direta à noção realista de que a verdade de uma afirmação repousa em sua correspondência com um realidade. No anti-realismo, essa realidade externa é hipotética e não é assumida.
O anti-realismo em seu sentido mais geral pode ser entendido como sendo em contraste com um realismo genérico, que sustenta que objetos distintos de um assunto existem e têm propriedades independentes de suas crenças e esquemas conceituais.  As maneiras pelas quais o anti-realismo rejeita esse tipo de alegação podem variar drasticamente. Como isso abrange declarações contendo objetos abstratos ideais (ou seja, objetos matemáticos), o anti-realismo pode se aplicar a uma ampla gama de tópicos filosóficos, de objetos materiais a entidades teóricas da ciência, declarações matemáticas, estados mentais, eventos e processos, passado e o futuro.

## Pressupostos
O nominalismo é a doutrina que não admite a existência do universal (conceito abstrato), nem no mundo material, nem no mundo inteligível. Surgiu na sua forma mais radical no século XI por intermédio de Roscelino de Compiègne. Esse atribuía universalidade aos nomes, daí a origem do termo.
Do ponto de vista ontológico, o nominalismo aplica-se às concepções filosóficas que têm por objeto a redução dos constituintes últimos do real aos objetos singulares (aos indivíduos); reduz, portanto, todas as entidades a particulares. Nesta medida, o universal respeita o conceito pelo qual se designa um conjunto de indivíduos.
Segundo Leibniz, "são nominalistas todos os que acreditam que, além das substâncias singulares, só existem os nomes puros e, portanto, eliminam a realidade das coisas abstratas e universais".

## Surgimento e desenvolvimento
Surge como uma possível solução à questão: o universal (conceito, ideia ou essência comum a todas as coisas que indicamos pelo mesmo nome) é algo de real ou não será antes um ato simples de nossa mente expresso por um nome? Os conceitos são realidade (res) ou palavras (vocis)?
Três soluções fundamentais desse problema são: o realismo, o conceitualismo e o nominalismo.
- Para o nominalismo, o universal é um puro nome, um flatus vocis (pura emissão fonética).
- Para o realismo, os universais existem objetivamente, seja na forma de realidades em si, transcendentes em relação aos particulares (como em Platão, universais ante rem), ou como imanentes encontrados nas coisas individuais (como para Aristóteles, universidade in re).
- Para o conceitualismo, os universais são apenas conteúdos de nossa mente, inteligíveis ou conceitos, representações do intelecto que as deriva das coisas (universalia post rem) e dessas guarda alguma semelhança.[15]

A questão dos universais, inicialmente lógico-gramatical, estendeu-se para os problemas teológicos e metafísicos, atingindo o conjunto de dogmas da igreja cristã. Por exemplo, João Roscelino, mestre de Abelardo, com seu conceitualismo coloca em dúvida o dogma trinitário de Deus: a única substância divina não passa de um nome, as três pessoas (Pai, Filho e Espírito Santo) são três substâncias diversas, indicadas por um nome comum. Assim surgiu a heresia do triteísmo, condenada em 1092 pelo Concílio de Reims, no qual muitos temiam pelas verdades da fé.
Abelardo foi um dos principais promotores da lógica até o século XIII. Sua obra "Dialética" libertava a lógica da metafísica dando-lhe autonomia.

## Nominalismo de semelhança
Os metafísicos dizem coisas diferentes sobre a relação entre um particular e um universal. Para um realista, um particular é uma instância de um gênero universal, enquanto para um nominalista, não há tal gênero universal. Mas, então, qual o fundamento da aplicação de um mesmo predicado (o qual denota um universal) a vários particulares? Esse é um problema para os nominalistas, e uma maneira de respondê-lo é o nominalismo de semelhança.
Segundo o nominalismo de semelhança, o fundamento da aplicação de um mesmo predicado a diferentes particulares está no fato de que há alguma semelhança entre os mesmos. Para os nominalistas de semelhança, a semelhança não é um fruto da pertença dos particulares a um mesmo universal como instâncias do mesmo, mas sim o fundamento último da atribuição do mesmo predicado a diferentes particulares que sejam semelhantes. Assim, por exemplo, os particulares que colocamos sob o predicado "tomate" não são instâncias do universal "tomatidade", são apenas particulares que são semelhantes entre si, e o mesmo podemos dizer das coisas que são verdes, pesadas, douradas etc.
Dentre os principais nominalistas de semelhança estão os filósofos David Hume, H. H. Price, e Rudolf Carnap, Ludwig Wittgenstein, com sua proposta de ver as instâncias de um predicado como tendo em comum uma "semelhança de família", também pode ser visto como o defensor de uma variedade de nominalismo de semelhança. Dentre os filósofos da nova geração, Gonzalo Rodriguez-Pereira é um dos principais defensores do nominalismo de semelhança.

## Influência do nominalismo na formação da modernidade
Recentemente, considera-se na academia que a modernidade e a Idade Contemporânea são dois períodos profundamente influenciados pelo projeto nominalista. O pesquisador norte-americano Michael Allen Gillespie defende que apesar do secularismo dominante nesses dois períodos históricos, o projeto moderno tem raízes firmemente estabelecidas no sagrado. Ao preservar a unicidade de Deus do que era percebido como um racionalismo perigoso como o de Sto. Tomás de Aquino, os nominalistas "puseram o mundo de cabeça para baixo. Para [eles], todos os seres reais eram individuais ou particulares, os universais eram mera ficção".
Essa posição é confirmada pelo brasileiro Victor Bruno, que considera que a ênfase no indivíduo ou particular a primeira evidência da fratura do sistema medieval: "O desmembramento dos particulares, a conferência indevida aos indivíduos a um status de possibilidade de totalização em si mesmos descambará numa fissura existencial objetiva e material. O primeiro estágio dessa fissura será o fim do regime feudal e a elaboração tentativa da emergência dos Estados nacionais". Apesar de associar o nominalismo com a modernidade, o autor também enxerga no Budismo elementos gnosiológicos análogos ao do nominalismo.

### Filosofia grega antiga
Platão foi talvez o primeiro escritor da filosofia ocidental a afirmar claramente uma posição realista, ou seja, não nominalista:
... Costumamos hipotetizar uma única forma em conexão com cada uma das muitas coisas às quais aplicamos o mesmo nome.... Por exemplo, há muitas camas e mesas.... Mas existem apenas duas formas de tal mobiliário, uma de cama e outra de mesa. ( República 596a-b, trad. Grube) 

Que tal alguém que acredita em coisas bonitas, mas não acredita no belo em si...? Você não acha que ele está vivendo em um sonho ao invés de um estado desperto? (República 476c)
Os universais platônicos correspondentes aos nomes "cama" e "belo" eram a Forma da Cama e a Forma do Belo, ou a Cama em Si e o Belo em Si. As Formas Platônicas foram os primeiros universais postulados como tal na filosofia.
Nosso termo "universal" deve-se à tradução inglesa do termo técnico de Aristóteles, katholou, que ele cunhou especialmente com o propósito de discutir o problema dos universais.  Katholou é uma contração da frase "kata holou", que significa "no todo".

Aristóteles rejeitou notoriamente certos aspectos da Teoria das Formas de Platão, mas também rejeitou claramente o nominalismo:
... 'Homem', e de fato todo predicado geral, significa não um indivíduo, mas alguma qualidade, ou quantidade ou relação, ou algo desse tipo. (Refutações Sofísticas xxii, 178b37, trad. Pickard-Cambridge)
Os primeiros filósofos a descrever explicitamente os argumentos nominalistas foram os estoicos, especialmente Crisipo.

### Filosofia medieval
Na filosofia medieval, o filósofo e teólogo francês Roscellinus (c. 1050 – c. 1125) foi um dos primeiros e proeminentes proponentes do nominalismo. As ideias nominalistas podem ser encontradas na obra de Pedro Abelardo e atingiram seu florescimento em William de Ockham, que foi o nominalista mais influente e completo.
A versão de nominalismo de Abelardo e Ockham é às vezes chamada de conceitualismo, que se apresenta como um meio-termo entre o nominalismo e o realismo, afirmando que há algo em comum entre indivíduos semelhantes, mas que é um conceito na mente, em vez de uma entidade real que existe independentemente da mente. Ockham argumentou que só existiam indivíduos e que os universais eram apenas formas mentais de se referir a conjuntos de indivíduos.
"Eu mantenho", escreveu ele, "que um universal não é algo real que existe em um sujeito... mas que ele tem um ser apenas como um objeto de pensamento na mente [objectivum in anima]". Como regra geral, Ockham argumentou contra a suposição de quaisquer entidades que não fossem necessárias para explicações.
Assim, ele escreveu, não há razão para acreditar que existe uma entidade chamada "humanidade" que reside dentro, digamos, Sócrates, e nada mais é explicado fazendo essa afirmação, o princípio de que a explicação de qualquer fenômeno deve fazer o mínimo de suposições possível. Os críticos argumentam que as abordagens conceitualistas respondem apenas à questão psicológica dos universais.
Se o mesmo conceito é aplicado de forma correta e não arbitrária a dois indivíduos, deve haver alguma semelhança ou propriedade compartilhada entre os dois indivíduos que justifique sua queda sob o mesmo conceito e esse é apenas o problema metafísico que os universais foram trazidos para resolver, o ponto de partida de todo o problema (MacLeod & Rubenstein, 2006, §3d). Se as semelhanças entre os indivíduos são afirmadas, o conceitualismo torna-se realismo moderado; se forem negados, desmorona no nominalismo.

### Filosofia moderna e contemporânea
Na filosofia moderna, o nominalismo foi revivido por Thomas Hobbes e Pierre Gassendi. Na filosofia analítica contemporânea, foi defendida por Rudolf Carnap, Nelson Goodman, H.H. Price e D.C. Williams.
Ultimamente, alguns estudiosos vêm questionando que tipo de influências o nominalismo pode ter tido na concepção de modernidade e contemporaneidade. Segundo Michael Allen Gilllespie, o nominalismo influencia profundamente esses dois períodos. Embora a modernidade e a contemporaneidade sejam eras seculares, suas raízes estão firmemente estabelecidas no sagrado. Além disso, "o nominalismo virou este mundo de cabeça para baixo", argumenta ele. "Para os nominalistas, todo ser real era individual ou particular e os universais eram, portanto, meras ficções." 
Outro estudioso, Victor Bruno, segue a mesma linha. Segundo Bruno, o nominalismo é um dos primeiros sinais de ruptura no sistema medieval. “O desmembramento dos particulares, a perigosa atribuição aos indivíduos de um status de totalização de possibilidades em si mesmos, tudo isso se desdobrará em uma fissura existencial ao mesmo tempo objetiva e material. estado-nação”.

### Filosofia indiana
A filosofia indiana abrange várias tradições realistas e nominalistas. Certas escolas hindus ortodoxas defendem a posição realista, notadamente Purva Mimamsa, Nyaya e Vaisheshika, sustentando que o referente da palavra é tanto a coisa individual percebida pelo sujeito do conhecimento quanto a classe a que a coisa pertence. De acordo com o realismo indiano, tanto o indivíduo quanto a classe têm existência objetiva, sendo a segunda subjacente à primeira.
Os budistas assumem a posição nominalista, especialmente os da escola Sautrantika e Yogacara;  eles eram da opinião de que as palavras têm como referente não objetos verdadeiros, mas apenas conceitos produzidos no intelecto. Esses conceitos não são reais, pois não possuem existência eficiente, ou seja, poderes causais. As palavras, como convenções linguísticas, são úteis ao pensamento e ao discurso, mas, mesmo assim, não se deve aceitar que as palavras apreendem a realidade como ela é.
Dignāga formulou uma teoria nominalista do significado chamada apoha, ou teoria das exclusões. A teoria procura explicar como é possível que as palavras se refiram a classes de objetos mesmo que nenhuma classe tenha uma existência objetiva. A tese de Dignaga é que as classes não se referem a qualidades positivas que seus membros compartilham em comum. Pelo contrário, as classes são exclusões (apoha). Como tal, a classe "vaca", por exemplo, é composta por todas as exclusões comuns a vacas individuais: todas são não-cavalos, não-elefantes, etc. Entre os realistas hindus, esta tese foi criticada por ser negativa.

## O problema dos universais
O nominalismo surgiu em reação ao problema dos universais, explicando especificamente o fato de que algumas coisas são do mesmo tipo. Por exemplo, Mimi e Kitty são ambos gatos, ou o fato de que certas propriedades são repetíveis, como: a grama, a camisa e Caco, o Sapo, são verdes. Quer-se saber em virtude do que são Mimi e Kitty, ambos gatos, e o que torna a grama, a camisa e o sapo são verdes.
A resposta platônica é que todas as coisas verdes são verdes em virtude da existência de um universal: uma única coisa abstrata que, neste caso, faz parte de todas as coisas verdes. Com relação à cor da grama, da camisa e do Caco, uma de suas partes é idêntica. A este respeito, as três partes são literalmente uma. O verde é repetível porque há uma coisa que se manifesta onde quer que haja coisas verdes.
O nominalismo nega a existência de universais. A motivação para isso decorre de várias preocupações, sendo a primeira delas onde elas podem existir. Platão sustentou, em uma interpretação, que há um reino de formas abstratas ou universais à parte do mundo físico. Objetos físicos particulares meramente exemplificam ou instanciam o universal. Mas isso levanta a questão: onde está esse reino universal? Uma possibilidade é que esteja fora do espaço e do tempo. Uma visão simpatizante dessa possibilidade sustenta que, precisamente porque alguma forma é imanente em vários objetos físicos, ela também deve transcender cada um desses objetos físicos; desse modo, as formas são "transcendentes" apenas na medida em que são "imanentes" em muitos objetos físicos.
Em outras palavras, imanência implica transcendência; eles não se opõem um ao outro. Nem, nesta visão, haveria um "mundo" ou "reino" separado de formas que é distinto do mundo físico, evitando assim muito da preocupação sobre onde localizar um "reino universal". No entanto, os naturalistas afirmam que nada está fora do espaço e do tempo. Alguns neoplatônicos, como o filósofo pagão Plotino e o filósofo cristão Agostinho, insinuam (antecipando o conceitualismo) que os universais estão contidos na mente de Deus. Para complicar as coisas, qual é a natureza da relação de instanciação ou exemplificação?
Os conceitualistas mantêm uma posição intermediária entre o nominalismo e o realismo, dizendo que os universais existem apenas dentro da mente e não têm realidade externa ou substancial. Os realistas moderados sustentam que não existe um reino no qual existam universais, mas sim que os universais estão localizados no espaço e no tempo onde quer que se manifestem. Agora, lembre-se de que um universal, como o verde, deve ser uma única coisa. Os nominalistas consideram incomum que possa haver uma única coisa que exista em vários lugares simultaneamente.
O realista sustenta que todas as instâncias de verde são mantidas juntas pela relação de exemplificação, mas essa relação não pode ser explicada. Além disso, na lexicologia como argumento contra o realismo das cores; há o tema da distinção azul-verde; onde em algumas línguas as palavras equivalentes para azul e verde podem ser unidas e também pode não haver uma tradução direta, em japonês 青 (geralmente traduzido como "azul")); às vezes é usado para palavras que em inglês podem ser consideradas "verdes" (como maçãs).
Finalmente, muitos filósofos preferem ontologias mais simples povoadas apenas com o mínimo de tipos de entidades, ou como W.V.O. Quine disse "Eles têm um gosto por 'paisagens desérticas'." Eles tentam expressar tudo o que querem explicar sem usar universais como "gato" ou "verde".

## Variedades
Existem várias formas de nominalismo que vão do extremo ao quase realista. Um extremo é o nominalismo de predicados, que afirma que Mimi e Kitty, por exemplo, são ambos gatos simplesmente porque o predicado 'é um gato' se aplica a ambos. E este é o caso de toda similaridade de atributo entre objetos. A principal crítica a essa visão é que ela não fornece uma solução suficiente para o problema dos universais. Ele não fornece uma explicação do que faz com que um grupo de coisas justifique ter o mesmo predicado aplicado a eles.
Os defensores do nominalismo de semelhança acreditam que 'gato' se aplica a ambos os gatos porque Fluffy e Kitzler se assemelham a um gato exemplar o suficiente para serem classificados junto com ele como membros de sua espécie, ou que diferem um do outro (e de outros gatos) muito menos do que eles diferem de outras coisas, e isso garante classificá-los juntos.  Alguns nominalistas de semelhança admitirão que a relação de semelhança é ela mesma um universal, mas é o único universal necessário. Outros argumentam que cada relação de semelhança é um particular, e é uma relação de semelhança simplesmente em virtude de sua semelhança com outras relações de semelhança. Isso gera uma regressão infinita, mas muitos argumentam que não é vicioso.
O nominalismo de classe argumenta que a associação de classe forma o suporte metafísico para as relações de propriedade: duas bolas vermelhas particulares compartilham uma propriedade na medida em que ambas são membros de classes correspondentes às suas propriedades – a de ser vermelha e ser bola. Uma versão do nominalismo de classe que vê algumas classes como "classes naturais" é defendida por Anthony Quinton.
O conceitualismo é uma teoria filosófica que explica a universalidade dos particulares como estruturas conceituais situadas dentro da mente pensante.  A visão conceitualista aborda o conceito metafísico de universais de uma perspectiva que nega sua presença em particulares fora da percepção da mente deles.
Outra forma de nominalismo é o nominalismo tropo. Um tropo é uma instância particular de uma propriedade, como o verde específico de uma camisa. Pode-se argumentar que existe uma relação de semelhança primitiva e objetiva que se mantém entre tropos semelhantes. Outra rota é argumentar que todos os tropos aparentes são construídos a partir de tropos mais primitivos e que os tropos mais primitivos são as entidades da física completa. A semelhança do tropo primitivo pode, assim, ser explicada em termos de indiscernibilidade causal. Dois tropos são exatamente parecidos se a substituição de um pelo outro não fizesse diferença nos eventos dos quais eles estão participando. Graus variados de semelhança no nível macro podem ser explicados por graus variados de semelhança no nível micro, e a semelhança no nível micro é explicada em termos de algo não menos robusto do que o poder causal. David Armstrong, talvez o realista contemporâneo mais proeminente, argumenta que tal variante do nominalismo baseada em tropos é promissora, mas sustenta que é incapaz de explicar as leis da natureza da maneira que sua teoria dos universais pode.
Ian Hacking também argumentou que muito do que é chamado de construcionismo social da ciência nos tempos contemporâneos é, na verdade, motivado por uma visão metafísica nominalista não declarada. Por esta razão, ele afirma, cientistas e construcionistas tendem a "gritar uns pelos outros".

### Nominalismo matemático
A noção de que a filosofia, especialmente a ontologia e a filosofia da matemática, deve abster-se da teoria dos conjuntos deve muito aos escritos de Nelson Goodman (ver especialmente Goodman 1940 e 1977), que argumentou que existem entidades concretas e abstratas sem partes, chamadas de indivíduos.
Coleções de indivíduos também existem, mas duas coleções com os mesmos indivíduos são a mesma coleção. Goodman estava se baseando fortemente no trabalho de Stanisław Leśniewski, especialmente sua mereologia, que era em si uma reação aos paradoxos associados à teoria dos conjuntos de Cantor. Leśniewski negou a existência do conjunto vazio e sustentava que qualquer singleton era idêntico ao indivíduo dentro dele. As classes correspondentes ao que se considera serem espécies ou gêneros são somas concretas de seus indivíduos constituintes concretos. Por exemplo, a classe dos filósofos nada mais é do que a soma de todos os filósofos concretos e individuais.
O princípio da extensionalidade na teoria dos conjuntos nos assegura que qualquer par de chaves que envolva uma ou mais instâncias dos mesmos indivíduos denota o mesmo conjunto. Portanto, {a, b}, {b, a}, {a, b, a, b} são todos o mesmo conjunto. Para Goodman e outros proponentes do nominalismo matemático, {a, b} também é idêntico a {a, {b}}, {b, {a, b}} e qualquer combinação de chaves correspondentes e uma ou mais instâncias de a e b, desde que a e b sejam nomes de indivíduos e não de coleções de indivíduos. Goodman, Richard Milton Martin e Willard Quine todos defenderam o raciocínio sobre coletividades por meio de uma teoria de conjuntos virtuais (ver especialmente Quine 1969), uma que torna possível todas as operações elementares em conjuntos, exceto que o universo de uma variável quantificada não pode conter nenhum conjunto virtual.
Nos fundamentos da matemática, o nominalismo passou a significar fazer matemática sem assumir que existem conjuntos no sentido matemático. Na prática, isso significa que as variáveis quantificadas podem abranger universos de números, pontos, pares ordenados primitivos e outras primitivas ontológicas abstratas, mas não sobre conjuntos cujos membros são tais indivíduos. Até hoje, apenas uma pequena fração do corpus da matemática moderna pode ser rederivada de forma nominalista.

## Críticas
Crítica às origens históricas do termo
Como categoria do pensamento medieval tardio, o conceito de “nominalismo” tem sido cada vez mais questionado. Tradicionalmente, o século XIV tem sido considerado o auge do nominalismo, com figuras como John Buridan e William de Ockham vistos como figuras fundadoras. No entanto, o conceito de 'nominalismo' como um movimento (geralmente contrastado com 'realismo'), surgiu pela primeira vez apenas no final do século XIV, e só gradualmente se tornou difundido durante o século XV. A noção de duas vias distintas, uma via antiqua, associada ao realismo, e uma via moderna, associado ao nominalismo, tornou-se difundido apenas no final do século XV – uma disputa que acabou por secar no século XVI.
Conscientes de que o pensamento explícito em termos de uma divisão entre 'nominalismo' e 'realismo' surgiu apenas no século XV, os estudiosos têm questionado cada vez mais se uma escola de nominalismo do século XIV pode realmente ter existido. Embora se possa falar de semelhanças familiares entre Ockham, Buridan, Marsilius e outros, também existem diferenças marcantes. Mais fundamentalmente, Robert Pasnau questionou se qualquer tipo de corpo coerente de pensamento que poderia ser chamado de "nominalismo" pode ser discernido na escrita do século XIV.  Isso torna difícil, tem sido argumentado, seguir a narrativa do século XX que retratou a filosofia escolástica tardia como uma disputa que surgiu no século XIV entre a via moderna, o nominalismo e o via antiga, realismo, com as ideias nominalistas de Guilherme de Ockham prenunciando a eventual rejeição da escolástica no século XVII.
Crítica das reconstruções nominalistas em matemática
Uma crítica das reconstruções nominalistas em matemática foi realizada por Burgess (1983) e Burgess e Rosen (1997). Burgess distinguiu dois tipos de reconstruções nominalistas. Assim, o nominalismo hermenêutico é a hipótese de que a ciência, devidamente interpretada, já dispensa objetos matemáticos (entidades) como números e conjuntos. Enquanto isso, o nominalismo revolucionário é o projeto de substituir as teorias científicas atuais por alternativas que dispensam objetos matemáticos (ver Burgess, 1983, p. 96).
Um estudo recente estende a crítica burgessiana a três reconstruções nominalistas: a reconstrução da análise de Georg Cantor, Richard Dedekind e Karl Weierstrass que dispensava infinitesimais; a reconstrução construtivista da análise de Weierstrassian por Errett Bishop que dispensou a lei do terceiro excluído; e a reconstrução hermenêutica, por Carl Boyer, Judith Grabiner e outros, da contribuição fundacional de Cauchy para a análise que dispensava os infinitesimais de Cauchy.

### Ontologia
O problema dos universais, ponto central do nominalismo, na verdade, é um sofisma, que pode ser solucionado pela via da ontologia e da hermenêutica. As duas teses centrais do nominalismo são de que “objetos universais e abstratos não existem de fato além de serem apenas nomes ou rótulos” e que “objetos abstratos não existem no espaço e no tempo”. Aquilo que o nominalismo qualifica como “universais e abstratos” podem ser qualificados como entidades abstratas, sejam nomes ou representações. Que dizer, por exemplo, a ideia (predicado) de unidade ou seu substantivo (número 0) ou de brancura (cor branca) não existem no mundo real e seriam apenas “representações”?
Ora, sabe-se, por intuição ontológica que a ideia de unidade, quantidade, de brancura, qualidade, são coisas que provém do mundo real, portanto, existem por si mesmas e são, ao mesmo tempo, objeto de representação, pela cultura e conhecimento do homem.
A questão central consiste na confusão entre três coisas absolutamente diferentes: a coisa (ou "Ser-em-si"), sua representação mental e a palavra (significante). Tomemos, por exemplo, o conceito de “árvore” – há inúmeras coisas no mundo real que chamamos de árvores, são de múltiplas espécies e cada qual possui forma, estrutura e certas qualidades que as diferenciam, ainda assim, possuem características comuns entre si, que as diferenciam de outros seres, como de animais, como de pedras e como de nuvens. As árvores reais, coisas no mundo.
A partir da observação e análise da multiplicidade inerente ao “ser-em-si” (árvore), tais objetos passam a ser agrupados em categorias mentais (representações da árvore, na mente) e, a par disso, também podem ser referenciadas por uma ou mais palavras (significantes).
Quer dizer, há uma tríade de coisas diversas, mas existentes em si mesmas: o objeto no mundo real ou o ser-em-si (árvore real), há uma representação mental dessa coisa na mente humana (representação mental ou fenomênica) e há, também, um referente na linguagem que é utilizado para designar essa coisa, a qual chamamos de palavra ou de significante. Assim, não faz sentido discutir se os universais existem ou não em si-mesmos ou no mundo real, pois, são, inicialmente, coisas-em-si mesmas, que existem no mundo e de natureza diversas, todas existentes no plano da realidade - o ser, no mundo-da-vida, representação (mente humana) e a palavra (linguagem, mundo falado).

## Leituras adicionais
- Guilherme de Ockham, Somme de logique, 1323.
- Beth Е. W., L'existence en mathématiques, P. — Louvain, 1956;
- Carré М., Realists and nominalists, Oxf., 1961;
- François Picavet, Roscelin, philosophe et théologien, d'après la légende et d'après l'histoire, Paris, 1896.
- Carnap, Rudolf, Aufbau: A Estrutura Lógica do Mundo.
- Price, H. H., Thinking and Reality.
- Rodriguez-Pereira, Gonzalo, Resemblance Nominalism: A Solution to the Problem of Universals, Oxford University Press, 2002, ISBN 0-19-924377-8 (visualização online).
- Adams, Marilyn McCord. William of Ockham (2 volumes) Notre Dame, IN: Notre Dame University Press, 1987.
- American Heritage Dictionary of the English Language, Fourth Edition, 2000.
- Borges, Jorge Luis (1960). "De las alegorías a las novelas" in Otras inquisiciones (pg 153–56).
- Burgess, John (1983). Why I am not a nominalist. Notre Dame J. Formal Logic 24, no. 1, 93–105.
- Burgess, John & Rosen, Gideon. (1997). A Subject with no Object. Princeton University Press.
- Courtenay, William J. Adam Wodeham: An Introduction to His Life and Writings, Leiden: E. J. Brill, 1978.
- Feibleman, James K. (1962). "Nominalism" in Dictionary of Philosophy, Dagobert D. Runes (ed.). Totowa, NJ: Littlefield, Adams, & Co. (link)
- Goodman, Nelson (1977) The Structure of Appearance, 3rd ed. Kluwer.
- Hacking, Ian (1999). The Social Construction of What?, Harvard University Press.
- Karin Usadi Katz and Mikhail G. Katz (2011) A Burgessian Critique of Nominalistic Tendencies in Contemporary Mathematics and its Historiography. Foundations of Science. doi:10.1007/s10699-011-9223-1 See link
- Mill, J. S., (1872). An Examination of William Hamilton's Philosophy, 4th ed., Chapter XVII.
- Oberman, Heiko. The Harvest of Medieval Theology: Gabriel Biel and Late Medieval Nominalism, Grand Rapids, MI: Baker Academic, 2001.
- Penner, T. (1987). The Ascent from Nominalism, D. Reidel Publishing.
- Peters, F. (1967). Greek Philosophical Terms, New York University Press.
- Price, H. H. (1953). "Universals and Resemblance", Ch. 1 of Thinking and Experience, Hutchinson's University Library.
- Quine, W. V. O. (1961). "On What There is," in From a Logical Point of View, 2nd/ed. N.Y: Harper and Row.
- Quine, W. V. O. (1969). Set Theory and Its Logic, 2nd ed. Harvard University Press. (Ch. 1 includes the classic treatment of virtual sets and relations, a nominalist alternative to set theory.)
- Robson, John Adam, Wyclif and the Oxford Schools: The Relation of the "Summa de Ente" to Scholastic Debates at Oxford in the Late Fourteenth Century, Cambridge, England: Cambridge University Press, 1961.
- Utz, Richard, "Literary Nominalism." Oxford Dictionary of the Middle Ages. Ed. Robert E. Bjork. Oxford: Oxford University Press, 2010. Vol. III, p. 1000.
- Russell, Bertrand (1912). "The World of Universals," in The Problems of Philosophy, Oxford University Press.
- Williams, D. C. (1953). "On the Elements of Being: I", Review of Metaphysics, vol. 17, pp. 3–18.
- Rodriguez-Pereyra, Gonzalo. "Nominalism in Metaphysics". In Zalta, Edward N. (ed.). Stanford Encyclopedia of Philosophy.
- Maurin, Anna-Sofia. "Tropes". In Zalta, Edward N. (ed.). Stanford Encyclopedia of Philosophy.
- Universals, entry by Mary C. MacLeod and Eric M. Rubenstein in the Internet Encyclopedia of Philosophy
- Klima, Gyula. "The Medieval Problem of Universals". In Zalta, Edward N. (ed.). Stanford Encyclopedia of Philosophy.
- Nominalism, Realism, Conceptualism, from The Catholic Encyclopedia.
- Rosen, Burgess: Nominalism Reconsidered in The Oxford Handbook of Philosophy of Mathematics and Logic (2007)
- Medieval Nominalism and the Literary Questions: Selected Studies by Richard Utz, with the assistance of Terry Barakat Perspicuitas, (2004)